# 迪克斯迈德
迪克斯迈德（荷蘭語發音：[ˌdɪksˈmœy̯də] ⓘ，法語發音：[diksmyd]）是比利时弗拉芒大區西佛兰德省的一座城市，通行荷蘭語，是弗拉芒社群的一部分，面积150.74平方千米，人口16,739人（2018年1月1日）。